# Ursula Oppens
Ursula Oppens   (Nova York, 2 de febrer de 1944) és una pianista de concerts de clàssica americana i educadora. Ha rebut cinc nominacions als premis Grammy. Esta casada amb el també pianista Jerome Lowenthal.

## Biografia
Ursula Oppens va néixer a Nova York en el si d'una família altament musical. Va obtenir un diploma de batxillerat a la "Brearley School" (1961), una llicenciatura en arts (cum laude) del "Radcliffe College" (1965) i un M.S. llicenciat a la "Juilliard School" (1967). Va començar els primers estudis de piano amb la seva mare Edith Oppens, una destacada pedagoga del piano, i va continuar estudiant amb el pianista nord-americà Leonard Shure. A Juilliard va estudiar amb Rosina Lhévinne i Felix Galimir. El 1969 Oppens va guanyar la Medalla d'Or al Concurs Internacional de Piano de Busoni i al concurs "Young Concert Artists", més una beca "Avery Fisher" per a la carrera el 1976. Va ser membre fundadora del "Speculum Musicae" del 1971 al 1982. Des del 1994 fins al 2008 Oppens va ser a la facultat d'estiu del "Tanglewood Music Center". Va ocupar el càrrec de "Distinguished Professor of Music" a la Northwestern University del 1994 al 2008 i, el 2008, va passar a ocupar un nou lloc com a "Professora Distinguished of Music al Conservatory of Music del Brooklyn College" i al "CUNY Graduate Center" de la ciutat de Nova York. Oppens és membre de l'Acadèmia Americana d'Arts i Ciències.

## Treball
Ursula Oppens és famosa pel seu encàrrec i campionat de la música de compositors nord-americans que van néixer predominantment a les primeres dècades del segle xx. A continuació es mostra una llista de compositors encarregats per Oppens o que han escrit obres per a ella: Carla Bley, William Bolcom, Anthony Braxton, Elliott Carter, John Corigliano, Anthony Davis, John Harbison, Julius Hemphill, M. William Karlins, Bun-Ching Lam, Tania León, Peter Lieberson, Patricia Morehead, Conlon Nancarrow, Tobias Picker, Frederic Rzewski, Allen Shawn, Alvin Singleton, Richard Teitelbaum, Francis Thorne, Joan Tower, Lois V Vierk, Amy Williams, Christian Wolff, Amnon Wolman, i Charles Wuorinen. Sovint, aquests compositors han acreditat a Oppens, un aclamada pianista del repertori tradicional, per ser una influència pianística inestimable en la creació de la seva música. El domini d'expressions contemporànies d'Oppens també s'ha estès a les obres de mestres europeus com Luciano Berio, Gyorgy Ligeti i Witold Lutoslawski, el Concert per a piano del qual va rebre l'estrena a la Symphony de Chicago per Oppens sota la batuta d'Erich Leinsdorf el 1994.

## Enregistraments
La discografia d'Oppens inclou una gravació a "Vanguard" de "The People United Never Be Defeated" de Frederic Rzewski i una versió sobre American Piano Music of Our Time of Elliott Carter's Night Fantasies. En general, el conjunt d'enregistraments d'Oppens —que ha rebut fins ara quatre nominacions als Grammy— forma una enquesta sobre la música de piano contemporània nord-americana que, a més dels llistats esmentats, també inclou la música per a piano completa d'Elliott Carter i John Corigliano, i composicions de John Adams, Julius Hemphill, Conlon Nancarrow i Tobias Picker, entre d'altres. Oppens també ha llançat un disc de sonates per a piano de Beethoven i peces per a piano per al segell Music & Arts. Fins ara Oppens ha enregistrat per als segells següents: Cedille, Wergo, Music & Arts, Vanguard Classics, Mode, Montaigne, CRI, Nuevo Era, Naxos, Angel, New World, Arte Nova, Nonesuch, Albany Records, Mark Masters, Summit, Boosey & Hawkes, New World, DeNote, Watt Works i Bridge.

## Premis i distincions
- Nominació als Grammy, 2011 Winging It: The Piano Music of John Corigliano
- Nominació als Grammy 2009 Oppens Plays Carter
- Premi al reconeixement d'alumnes, Radcliffe Institute of Advanced Study 2005
- Carta de distinció, American Music Center 2002
- Artista de la convenció, MTNA 2000
- Premi Paul Fromm-Universitat de Chicago 1998
- Nominació als Grammy 1990 Música de piano nord-americana del nostre temps
- Phi Beta Kappa (honorífic) 1990
- Nominació als Grammy 1980 Frederic Rzewski, El poble unit mai serà derrotat
- Record World Award 1979
- Avery Fisher Career Grant, 1976
- Martha Baird Rockefeller Grant de 1970
- Medalla d'Or Concurs Internacional de Piano Busoni, 1969
- Diploma d'onore Accademia Chigiana 1969
- Beca Josef Lhévinne, 1966
- Beca Nacional del Mèrit 1961